# Sammy Mandell
Sammy Mandell, de son vrai nom Samuel Mandella, est un boxeur américain né le 5 février 1904 à Rockford, Illinois, et mort le 7 novembre 1967.

## Carrière
Il devient champion du monde des poids légers le 3 juillet 1926 en battant aux points Rocky Kansas puis défend 5 fois son titre avant d'être détrôné par Al Singer le 14 novembre 1930 (défaite par KO au 1er round). Il met un terme à sa carrière en 1934 sur un bilan de 141 victoires, 28 défaites et 13 matchs nuls.

## Distinction
- Sammy Mandell est membre de l'International Boxing Hall of Fame depuis 2005.